# 川島純幹

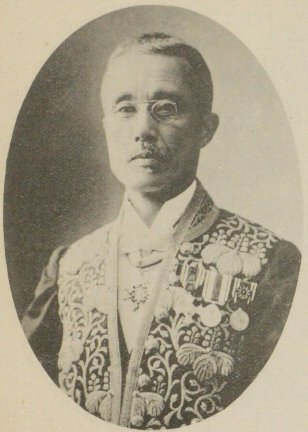
川島純幹

川島 純幹（かわしま すみもと / じゅんかん、1863年12月12日（文久3年11月2日）- 1920年（大正9年）10月25日）は、日本の教育者、内務官僚。師範学校長、県知事。玄洋社社員。旧名・甚太郎。

## 経歴
筑前国出身。川島計の長男として生まれる。1886年、帝国大学法学部を卒業。1892年2月、鹿児島高等中学造士館教授に就任し、同年12月、同舎監を兼任。1893年8月、佐賀県尋常師範学校長となり、さらに奈良県尋常師範学校長を務めた。
1897年5月、内務省に転じ滋賀県参事官に就任。以後、三重県警察部長、佐賀県・大分県・千葉県・鳥取県の各書記官、和歌山県事務官・第一部長兼第三部長などを歴任。
1907年1月、滋賀県知事に就任し、1912年12月に休職。1913年2月、鳥取県知事となり、1914年6月に休職。1917年1月、福井県知事に就任。1919年4月に退任した。

## 栄典
- 1908年（明治41年）6月25日 - 勲四等瑞宝章[3]
- 1915年（大正4年）11月10日 - 大礼記念章[4]

## 著書
- 『衆議院議員選挙要論』敬業社、1889年。
- 『米国史』博文館、1890年。
- 『日本歴史講義 第1集』敬業社、1891年。